# 田爱习
田爱习（1942年11月—），男，山东莱芜人，中国人民解放军少将，原中国人民解放军总政治部文化部副部长，中国文学艺术界联合会原副主席。